# 2021 au Pérou
Cet article présente les faits marquants de l'année 2021 au Pérou.

## Évènements
- 11 avril : élections générales.
- 6 juin : 2e tour de l'élection présidentielle.
- 23 mai 18 personnes meurent dans le massacre de San Miguel del Ene, un village de la Province de Satipo.
- 19 juillet : l'autorité électorale péruvienne proclame Pedro Castillo président de la République, un mois et demi après la tenue du second tour de l'élection.
- 6 septembre : Mirtha Vásquez devient présidente du Conseil des ministres après la démission de Guido Bellido.